# Межурицкий, Пётр Владленович
Пётр Владленович Межурицкий (род. 18 декабря 1953, Одесса) — русский поэт и прозаик третьей волны эмиграции, израильский педагог.

## Биография
Родился в семье экономиста и учительницы в г. Одессе (УССР).
Окончил филологический факультет Одесского государственного университета. В 1990 году, в связи с переездом на ПМЖ в Израиль, лишен советского гражданства. С сентября того же года -  гражданин Израиля. После окончания курса специальной педагогики государственно-религиозного института «Тальпиот» (Тель-Авив) с 1995 по 2016 год работал учителем в области специальной педагогики в системе государственного образования, после чего вышел на пенсию.
С начала семидесятых и до начала восьмидесятых годов XX в. стихи и проза под именем Петр Шлафер распространялись в одесском самиздате. Одной из его ранних повестей посвящена глава культового в литературе одесского андеграунда 70-80-х гг. романа Ефима Ярошевского «Провинциальный роман-с». Автор повести в ней описан так:"…Наверху стоял Шлафер, автор повести, молодой отважный убийца, зеленоглазый атлет с лицом пилота, юный римлянин, кровь с молоком, еврей".
О первой книге стихов Петра Межурицкого, изданной в 1993 году в Тель-Авиве, Лев Аннинский писал в аналитической работе "Русский человек на любовном свидании": "Еврейский релятивизм плюс русская обманутая вседоверчивость. Плюс жадная ревность к Москве, плюс прикрытая юмором гордость за родную Одессу, плюс прикрытая юмором готовность к тому, что на Земле Обетованной всё так же, как и везде, окажется вверх ногами:
За наши выходки-повадки

Разбился ангел при посадке,

Нас разлюбило Божество,

И в довершение всего

Израиль сделался Китаем -

Иначе мы не понимаем!
Стало быть, всё одно к одному. Израиль подобен Китаю, Иуда - Христу, правда - вранью, Богочеловек - человеку, поэт - паяцу, любовь - нелюбви".
В начальный период творчества большое влияние на поэзию Межурицкого оказало общение с журналистом и поэтом Эдвигом Арзуняном и поэтессой Ольгой Рожанской. С середины 80-х годов и вплоть до отъезда круг его литературного общения составлял литературный семинар Юрия Михайлика, участниками которого были Рита Бальмина, Белла Верникова, Анна Сон, Елена Гасий, Мария Галина, Анатолий Гланц, Ольга Ильницкая, Павел Лукаш, Феликс Гойхман, Сергей Четвертков, Олег Томашевский, Валерий Юхимов, Вадим Ярмолинец и др. В Израиле основной круг его литературного общения связан с деятельностью Тель-Авивского клуба литераторов, "Иерусалимским журналом" и журналом "22", такими поэтами и прозаиками, как Яков и Давид Шехтеры, Аркадий Хаенко, Илья Бокштейн, Григорий Марговский, Наум Басовский, Римма Глебова, Григорий Розенберг, Михаил Юдсон, Нина и Александр Воронель, Леонид Левинзон, Игорь Бяльский, Александр Карабчиевский и др.
Кроме художественного творчества, Пётр Межурицкий значительное внимание уделяет публицистике. Его эссе на культурологические и политические темы публикуются в русскоязычной периодике Израиля, США и России. Автору близки принципы атлантизма, при этом главным в его политических предпочтениях является приверженность движению светского сионизма. Пётр Межурицкий стал первым, кто выступил в печати с идеей о необходимости создания в государстве Израиль конституционной монархии (Неомонархизм или вакантный престол. Артикль. Тель-Авив, 1998, № 2).
После вторжения хамасовских вооруженных формирований 7 октября 2023 года на территорию Израиля Петр Межурицкий в статьях, опубликованных в разных СМИ, и на своей странице в ФБ начал разрабатывать концепцию палестинизма как идейно-политического движения, возникшего во времена Римской империи периода Иудейских войн, ставящего своей конечной целью уничтожение еврейского государства и народа Израиля.
Стихи, проза, эссе Петра Межурицкого опубликованы в журналах: «Континент», «Интерпоэзия», «Иерусалимский журнал», «22», «Зарубежные записки», «Крещатик», «Зарубежные задворки», «Южное сияние»,  «ПОЛДЕНЬ XXI век», «Литературный европеец», «KHRESCHATYK (ПЕРЕХРЕСТЯ)» и др.;
антологиях: «Вольный город» (Одесса : Маяк, 1991),  «Поэты Большого Тель-Авива» (Израиль : Федерация Союзов писателей Израиля, 1996),«Левантийская корона» (Израиль : Библиотека Матвея Чёрного, 1999),«Антология поэзии, Израиль 2005»,  «Одесса в русской поэзии: поэтическая антология» (Москва : Грифон, 2012), «Лучшие стихи 2012 года. Антология» (Москва : ОГИ, 2013), «Глаголы настоящего времени» (Киев : Издательский дом Дмитрия Бураго, 2013), а также «Литературный Иерусалим», «Диалог», «Связь времён;
на электронных литературных ресурсах: «Сетевая словесность», Каспаров.ru, «Топос», «45-я параллель», «Заметки по еврейской истории», «Порт-Фолио», интернет-журнале «Чайка», на сайте иронической и юмористической  поэзии, и в других изданиях.
Входил в редколлегию Тель-Авивского литературного журнала «Артикль».
Член Союза русскоязычных писателей Израиля (с 1991 года) и Южнорусского Союза Писателей (с 2013 года).
Совместно с Павлом Лукашем  и Яковом Шехтером основал в 1997 году Тель-Авивский Клуб Литераторов (ТАКЛ), из которого вышел в январе 2008 года.
Лауреат премии имени Давида Самойлова Союза русскоязычных писателей Израиля за лучшую книгу года («После мюзикла» (Большая книга стихов), Иерусалим, 2015).
Победитель (3-е место) Международного фестиваля русской поэзии «Пушкин в Британии» (2011).